# Svenska dansbandsveckan

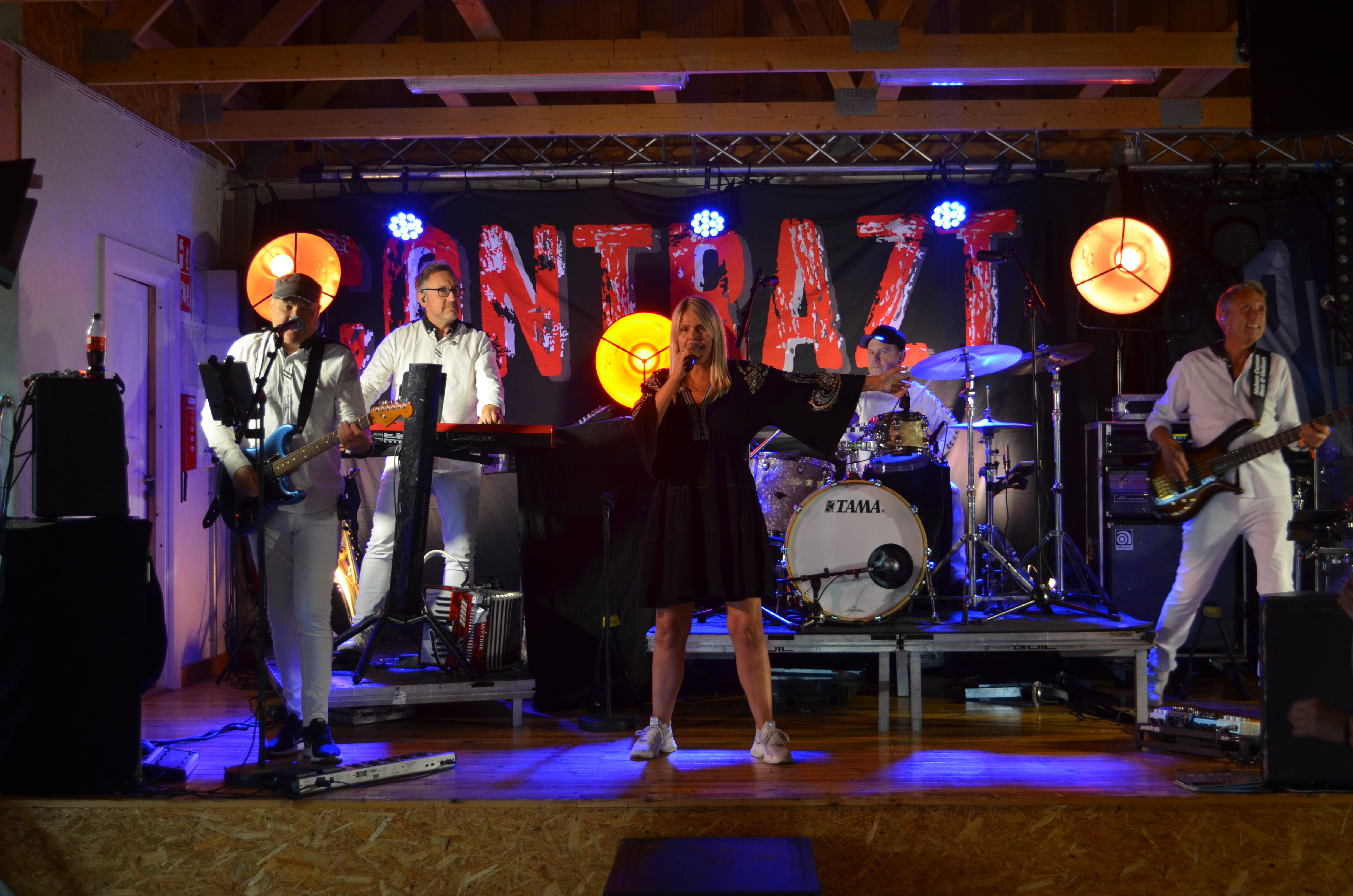
Contrazt spelar 2023

Svenska dansbandsveckan är en musikfestival som genomförs i Malungs Folkets Park "Orrskogen" i Sverige vecka 29 varje år.
Här samlas man för att dansa social foxtrot och bugg till populära dansband, mestadels från Sverige men också från andra nordiska länder. Cirka 70 dansband spelar upp till dans under veckan. Svenska dansbandsveckan inleds alltid med Guldklaven, den svenska dansbandsbranschens pris. Danserna genomförs på 6 dansbanor under tak på Folkets Park Orrskogen. 
På dansbana 1 spelas mogen dansmusik, bana 2 blandat, på bana 3 populär modern dansmusik, bana 4 modern dansmusik, bana 5 gammeldans och blandad dansmusik och på bana 6 blandat och modernt.  Svenska Dansbandsveckan genomfördes första gången 1986.  Numera sätter den sin prägel på hela Malungsbygden då cirka 40 000 besökare reser till Malung för att dansa.  Cirka 2 500 – 3 000 ekipage kommer. Under rekordkvällen, onsdagen den 20 juli 2011, kom 8 599 besökare till dansbanorna i Orrskogen. Många av besökarna reser dit med husvagn eller husbil.
Under våren 2011 och januari 2012 sändes TV-serien På väg till Malung som handlar om sidoaktiviteter utanför dansbanan med några glimtar från själva dansen.
2020 ställdes det fysiska evenemanget in till följd av coronapandemin. Istället hölls en "Digitala Dansbandsveckan" via internet som dels bestod av SVT:s program "Dansa Hemma", som sändes i fem delar där fem olika dansband höll separata konserter. Dessutom höll arrangörerna livesändningar på Facebook efter att SVT:s dagliga sändning av "Dansa Hemma" tagit slut.
2021 genomfördes ett par konserter med begränsad publik av bland annat Streaplers och Donnez. Konserterna gick även att se digitalt via livesändningar.

## Historik
Den lokala idrottsföreningen Malungs IF arrangerade söndagsdanser från mitten av 1960-talet. Detta utvecklades till Svenska dansbandsveckan, som hade premiär 1986.  År 2000 instiftades Guldklaven, ett pris inom dansbandsgenren som delas ut i samband med Svenska dansbandsveckan.

## Medverkande band och publik
| År   | Bana 1 (moget) | Bana 2 (blandat) | Bana 3 (modernt) ≈1000 m² | Bana 4 (gammaldans och blandat) | Bana 5 (moget och modernt) | Bana 6 400 m² | Publik |
| ---- | --- | --- | --- | --- | --- | --- | ------ |
| 1986 | | | | | | | 3 600  |
| 1987 | | | | | | | 5 000  |
| 1997 | | | | | | | 17 806 |
| 2001 | | | | | | | 31 201 |
| 2007 | Dansebandet, Danslaget, Flamingo, Streaplers, Chiquita, Micke Ahlgrens, Jontez, Kandis, Mats Bergmans, Towe Widerbergs, Cavalkad, Mona G:s, Sounders, Claes Lövgrens                                  | Thorleifs, Erik Lihms, Sten & Stanley, Mats Bladhs, Lasse Stefanz, Trond Erics, Black Jack, Drifters                                                                | | | | | 38 067 |
| 2008 | | | | | | |        |
| 2009 | Hedins, Jive, Flamingo, Streaplers, Chiquita, Micke Ahlgrens, Jontez, Kandis, Black Jack, Mats Bergmans, Cavalkad, Bengt Hennings, Claes Lövgrens, Wizex                                              | Thorleifs, Erik Lihms, Sten & Stanley, Matz Bladhs, Lasse Stefanz, Anne Nørdsti, Drifters, Larz Kristerz, Fernandoz, Jenny Saléns, Sannex, CC & Lee                 | Casanovas, Date, Arvingarna, Kindbergs, Jannez, Perikles, Titanix, Scotts, Barbados, Bhonus, Shake, Wahlströms, Blender, Zlips            | Vagabond, Face 84, Highlights, Stensons, Expanders, Sunrise, San Marino med Linda, Sounders, Nizeguys, Widerbergs, Contrazt, Gamblers, Nova, Svänzons              | Malungs Dragspelsklubb, Bälgtrökken, Starkens, Bröderna Lindqvist, Skarvarna, Dalapolisens spelmän                               | |        |
| 2010 | Hedins, Jenny Saléns, Flamingo, Streaplers, Micke Ahlgrens, Chiquita, Jontez, Kandis, Schytts, Mats Bergmans, Cavalkad, Bengt Hennings, Clas Lövgrens, Wizex                                          | | Casanovas, Date, Arvingarna, Kindbergs, Jannez, Perikles, Titanix, Scotts, Barbados, Bhonus, Shake, Wahlströms, Blender, Zlips            | | | | 41 238 |
| 2011 | Hedins, Jenny Saléns, Flamingo, Streaplers, Micke Ahlgrens, Chiquita, Jontez, Kandis, Mats Bergmans, Donnez, Cavalkad, Bengt Hennings                                                                 | Thorleifs, Thor Görans, Sten & Stanley, Matz Bladhs, Lasse Stefanz, Anne Nordsti, Drifters, Lars-Kristerz, Fernandoz, Black Jack                                    | Casanovas, Date, Arvingarna, Kindbergs, Jannez, Perikles, Titanix, Scotts, Barbados, Bhonus, Shake, Wahlströms                            | Malungs Dragspelsklubb, Elisas, Bälgtrökken, Erik Lihms, Starkens, The Playtones, Odd Arne Halaas, Bröderna Lindkvist, Willez, Happy Skvett, Nizeguys              | Vagabond, Face 84, Highlights, Svänzons, Contrazt, Gamblers, San Marino & Linda, Martinez, Expanders, Voyage, Zekes, Pure Divine | | 48 135 |
| 2012 | Hedins - Jenny Saléns, Flamingokvintetten - Streaplers, Micke Ahlgrens - Chiquita, Jontez - Kandis (DK), Mats Bergmans - Donnez, Bengt Hennings - Stensons, Clas Lövgrens - Tommys m Hans-Martin (SF) | GULDKLAVEN, Thorleifs - Grönwalls, Sten & Stanley - Matz Bladhs, Lasse Stefanz - Anne Nørdsti (N), Drifters - Larz-Kristerz, Fernandoz - Black Jack, Sannex - Wizex | Casanovas - Date, Arvingarna - Kindbergs, Jannez - Perikles, Titanix - Scotts, Barbados - Voyage, Shake - Highlights, Blender - Expanders | Vagabond (N) - Face 84, Svänzons - Zlips, Contrazt (N) - Elisas, San Marino m Linda (SF) - Martinez, Dreams - Voize, Pure Divine - Exess, Ingemars (N) - Playtones | Rent Drag, Bälgtröken (N), Starkens, Odd Arne Halaas (N), Bröderna Lindqvist, Malungs Dragspelsklubb, Granbogänget               | Deléns - Willez, Sounders - Junix, Jhohans (N) - Glennartz, Hülphers - Sandins, Kim & Hallo (DK) - Chapelle, Zekes - Framed, Blue Hawaii (DK) - Callinaz | 50 719 |